# Calicnemia uenoi
Calicnemia uenoi – gatunek ważki z rodziny pióronogowatych (Platycnemididae).